# Gatow (Schwedt/Oder)

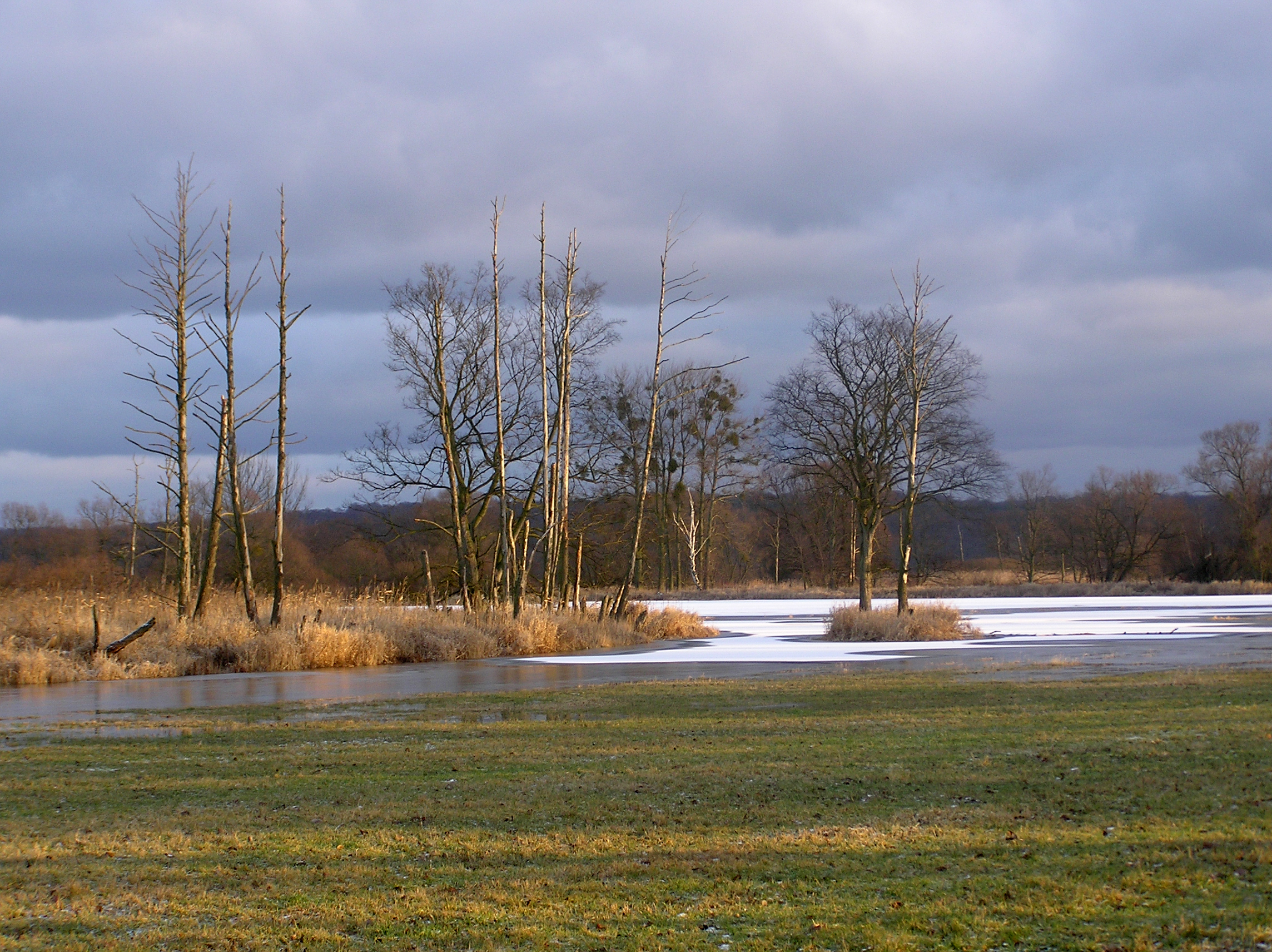
Winterpolder bei Gatow

Gatow (aus dem Slawischen gotow „fertig“ „bereit“) ist ein nördlicher Ortsteil der Stadt Schwedt/Oder direkt an der Hohensaaten-Friedrichsthaler Wasserstraße im Nationalpark Unteres Odertal. Der Ortsteil hat eine Fläche von 1159 ha und 272 Einwohner (Stand 31. Dezember 2021).

## Geschichte
Der Ort wurde erstmals 1347 erwähnt. Die Bewohner betrieben vor allem Fischfang und Landwirtschaft. Am Ende des Zweiten Weltkrieges wurde er zu zwei Dritteln zerstört. Am 6. Dezember 1993 wurde Gatow in die Stadt Schwedt eingemeindet.